# 和通泊之战
和通泊之战是雍正九年（1731年），准噶尔汗国首领噶尔丹策零与清朝在和通泊地区（今新疆阿勒泰北与蒙古国边界地区）展开的一场战斗。
战争中，准噶尔首领噶尔丹策零正确使用了诈降、诱敌深入、诱敌野战等兵法，并抓住了雍正军事上的浪荡无能和刚愎自用，利用北路清军统帅傅尔丹立功心切的弱点，成功地利用智谋和兵法战胜了清军。战争以清军几乎全军覆没、败阵而逃告终。
因为蒙古语称湖泊为“淖尔”，所以和通泊之战又称和通淖尔之战。

## 战争起源
雍正年间，准噶尔汗国可汗噶尔丹策零再次拥兵与朝廷为敌。
雍正七年十月，清廷定议出动北、西两路清军，堵御准噶尔军。傅尔丹率部至北线后，驻于阿尔泰。
雍正八年，噶尔丹策零请执叛首和硕特蒙古亲王罗卜藏丹津以献，雍正帝遂命暂缓进兵准噶尔。
雍正八年秋，准噶尔部首先挑衅，遣兵袭击清朝科舍图卡伦。再一次点燃清朝与准部的战争。

## 战争经过

### 预备阶段
雍正九年（1731年）四月，为了防范准噶尔军队进入喀尔喀蒙古，靖边大将军傅尔丹上疏言，科布多（今蒙古吉尔格朗图）为进兵孔道，请求于此筑城，得到批准。清军在科布多筑城。傅尔丹率北路清军进攻准噶尔。准噶尔以三万军队迎击。

### 军前诈降
同年五月，傅尔丹移军科布多。
噶尔丹策零见北路清军比西路稍疏，遂决意集中兵力，进攻北路，进而劫掠喀尔喀蒙古。因清军凭城固守，准噶尔骑兵长于野战而短于攻坚，噶尔丹策零便用计诱清军出而野战。噶尔丹策零遣大小策零敦多布于额尔齐斯河上游驻兵，派两万兵马设伏于博克托岭山谷中。
噶尔丹策零派塔苏尔海丹巴为谍，故意让守卡清军所获。并诈称：噶尔丹策零发兵3万，派大策零敦多布、小策零敦多布分别率领来犯北路。小策零敦多布率驼马兵两万来攻，先锋军一千兵马已至察罕哈达，主力军在博克托岭，距离清军三日路程。噶尔丹策零与其妹夫罗卜藏车凌不睦，令其率兵一万，驻防于阿里玛图沙喇伯勒，以防哈萨克。罗卜藏车凌拒不从命，率其众奔往噶斯，是以大策零敦多布未至。

### 贸然发兵
清军靖边大将军傅尔丹不审虚实，贸然发兵一万，沿科布多河谷西前进，企图先发制人。

- 素图、岱豪为前锋
- 定寿等领第一队
- 马尔萨等领第二队
- 傅尔丹率大兵继其后
- 衮泰留守护城
- 陈泰屯于科布多河东，扼饷道

　　当参赞素图率领前锋兵四千人到达和通淖尔附近时，准军伏兵四出，将清军包围。傅尔丹急令后军增援，均为所败。

- 前锋将领：定寿
- 车骑营将领：魏麟、闪文绣
- 奉天兵将领：纳秦
- 索伦兵将领：塔尔岱、西弥赖
- 宁古塔兵将领：费雅思哈
- 右卫兵将领：阿三
- 宁夏兵将领：素图
- 察哈尔兵将领：承保、常禄
- 土默特兵将领：马尔齐、兖布
- 喀喇沁、土默特兵将领：丹巴、沙津达赖
- 军饷：法敏、伊都立、巴泰、西琳、傅德
- 护印：内务府正黄旗满洲、理藩院侍郎永国（字缵侯，巴岳特氏，汉姓伊氏），殉难，授骑都尉世职（载《钦定八旗通志：忠义传》卷218），入祀功臣庙，友文淵閣大學士高斌作悼亡诗。

### 战争过程

#### 六月初九
定寿所率第一队进至扎克赛河，抓获准噶尔巡逻兵，据言此处距察罕哈达仅 3日路程。准噶尔兵不超过千人，尚未立营。傅尔丹命乘夜速进，行军数日，并不见敌人。

#### 六月十七
清军又抓获一名准噶尔兵，言准军2000屯于博克托岭。傅尔丹遣素图、岱豪将3000人前往攻击。准军用弱兵佯败，引诱清军，而主力2万已埋伏于山上。

#### 六月十八
宝寿之第一队进至库列图岭，遇准军，斩 400余人，准军驱赶驼马，翻越山岭遁。

#### 六月十九
傅尔丹大军至，与前锋等部会合。

#### 六月二十
清军追敌，进入博克托岭。遇伏兵四起，据高阜冲击。傅尔丹督战，杀敌千余。塔尔岱、马尔齐督兵攻夺西山制高点，准军据险防守，清军仰攻不利，未能攻下。

傅尔丹知全军处境危险，决定向和通泊突围。傅尔丹军队分布：
- 定寿、素图、觉罗海兰、常禄、西弥赖据山梁东
- 塔尔岱、马尔齐据山梁西
- 承保居中
- 马尔萨出其东
- 达福、岱豪当前
- 舒楞额、沙津达赖等护后

#### 六月廿一
清军按以上部署突围。准噶尔军发现清军意图后，便全力进攻山梁东、西两军，时雨雹突至，更给清军突围增加困难。傅尔丹派兵援西路，令承保援东路，战至日暮，未能解围。

#### 六月廿二
觉罗海兰突围出，定寿、素图、马尔齐皆自杀。西弥赖令索伦兵赴援，兵溃，亦自杀。东、西两队清军全军覆没。

#### 六月廿三
准噶尔军乘清军突围，立足未稳，又包围了在和通泊边水草地集结的清军大营。傅尔丹亲自督兵抵御，杀叛军 500人。

树红纛之科尔沁蒙古兵被兵击。树白纛之土默特蒙古兵在沙津达赖指挥下，奋力拚杀。其余清军望见白纛在敌阵中，误呼“土默特兵陷入敌阵了”遂大溃。

#### 六月廿四
永国、觉罗海兰、岱豪皆自杀。查弼纳、巴赛、达福、马尔萨、舒楞额等将领皆战死。

傅尔丹杂于士伍中突出包围圈。傅尔丹率残兵渡过哈尔噶纳河，退往科布多方向。准军迫至，被击杀 500余人。

#### 七月初一
清军仅存2000余人退至科布多。

## 战争结果
副将军巴赛、查弼纳、前锋统领丁寿等皆战死，副都统塔尔岱负重伤。

清军伤亡两万余人，退回科布多时，仅剩两千人。这是清、准战争中清军损失最严重的一次战役。准部大获全胜，清军（几乎）全军覆没。